# Arany galuska
L'arany galuska (ou arany galushka) est un dessert traditionnel hongrois composé de boules de pâte levées (galuska) roulées dans du beurre fondu puis dans un mélange de sucre et de noix concassées, assemblées en couches et saupoudrées de raisins secs avant d'être cuites au four jusqu'à ce qu'elles soient dorées. Arany signifie or ou doré ; galuska fait référence aux boules de pâte. L'arany galuska peut être servi avec une crème à la vanille.
Nancy Reagan a popularisé ce plat aux États-Unis lorsqu'il a été servi à l'occasion d'un Noël à la Maison Blanche dans les années 1950. 

## Desserts liés
Le somloi galuska est similaire au trifle anglais. Ses galuska (boulettes de pâte) sont constitués de génoise recouverte de crème pâtissière à la vanille, de sauce au chocolat, de raisins secs et de rhum. Il peut être garni de crème fouettée.